# Melinoessa obrussata
Melinoessa obrussata är en fjärilsart som beskrevs av Saalmüller 1891. Melinoessa obrussata ingår i släktet Melinoessa och familjen mätare. Inga underarter finns listade i Catalogue of Life.